# 紀元前421年
紀元前421年（きげんぜん421ねん）は、ローマ暦の年である。
当時は、「ウイブラヌスとバルバトゥスが共和政ローマ執政官に就任した年」として知られていた（もしくは、それほど使われてはいないが、ローマ建国紀元333年）。紀年法として西暦（キリスト紀元）がヨーロッパで広く普及した中世時代初期以降、この年は紀元前421年と表記されるのが一般的となった。

## 他の紀年法
- 干支 : 庚申
- 日本
  - 皇紀240年
  - 孝昭天皇55年
- 中国
  - 周 - 威烈王5年
  - 秦 - 霊公4年
  - 晋 - 幽公13年
  - 楚 - 簡王11年
  - 斉 - 宣公35年
  - 燕 - 閔公18年
  - 趙 - 献侯3年
  - 魏 - 文侯25年
  - 韓 - 武子4年
- 朝鮮
  - 檀紀1913年
- ベトナム :
- 仏滅紀元 : 124年
- ユダヤ暦 : 3340年 - 3341年

## できごと

### ギリシア
- アテナイにおける貴族たちや和平派のリーダーだったニキアス (Nicias) と、スパルタ王プレイストアナクスの間で交渉が行なわれ、両国の間でニキアスの和約が成立してペロポネソス戦争がいったん終息した。このニキアスの和約の内容は、戦争以前の状態に復することが原則となり、戦争を通して獲得された領土は、ほとんどが元の所有者へ返還された。両方の陣営から、それぞれ17人の代表が、これ以降30年間（ないし、「一世代」：条約締結の当事者たちは次世代の決定については責任を負わないという趣旨）この条約の厳守を誓約した。スパルタの同盟者たちの中では、ボイオティア、コリントス、エリス、メガラが、条約への署名をしなかった。
- アルキビアデスは、アテナイと、民主政を採用していたアルゴス、マンティネイア (Mantineia)、エーリスの間に、反スパルタを掲げた4者同盟を成立させた。

### イタリア
- 当時のイタリアで最も北に位置していたギリシアの植民都市クマエが、サムニウム人たちの攻撃を受けて陥落した。

### 芸術
- アテナイのアクロポリスの一部を成すエレクテイオン神殿で、「少女たちの玄関（カリアティード（女人像柱）の玄関）」の建設が始まった。

### 演劇
- アリストパネスの喜劇『平和 (Peace)』（第1稿）が上演された。

## 死去
- クラティノス (Cratinus) - 古代ギリシアの喜劇の劇作家（おおよその年代）（紀元前520年ころ生）